# Aleurolobus taonabae
Aleurolobus taonabae là một loài côn trùng cánh nửa trong họ Aleyrodidae, phân họ Aleyrodinae.
Aleurolobus taonabae được Kuwana miêu tả khoa học đầu tiên năm 1911.